# Schedulazione round robin
La schedulazione round robin è uno degli algoritmi impiegati dai sistemi operativi per assegnare la risorsa "tempo di esecuzione CPU" ai processi che competono per essa, e pianificatori di rete nel calcolo.
Come il termine viene generalmente utilizzato, intervalli di tempo (conosciuti anche come "quanti di tempo") sono assegnati a ciascun processo in porzioni uguali e in modo circolare, trattando tutti i processi senza priorità (noto anche come ciclico esecutivo). È possibile implementare meccanismi di priorità creando un certo numero di Ready List per ciascun livello di priorità. Considerato che i processi I/O-bound tendono a non sfruttare tutto il loro quanto di tempo, con il Round Robin semplice i processi CPU-bound vengono privilegiati; per mitigare questa carenza di equità viene implementato il Round Robin virtuale, che introduce una coda ausiliaria in cui vengono inseriti tutti i processi che escono dallo stato di blocco. I processi in questa coda ausiliaria vengono eseguiti con priorità rispetto ai processi nella Ready List ordinaria ma il loro tempo di esecuzione viene limitato al periodo non utilizzato del quanto di tempo in cui sono stati bloccati. L'introduzione di tale meccanismo riequilibra l'equità tra processi CPU-Bound e I/O-bound.
La programmazione round robin è semplice e facile da implementare. Essa può essere applicata anche ad altri problemi di pianificazione, come la schedulazione dei pacchetti di dati nelle reti di computer.
Nella schedulazione round robin il processore viene assegnato ai processi in base all'ordine d'arrivo nella Ready List.
È presente un tempo limite in cui il processo può usare il processore.
Il nome dell'algoritmo deriva dal principio del round-robin conosciuto da altri campi, in cui ogni persona prende una quota uguale di qualcosa a sua volta.
il round robin associa la politica di scheduling FIFO (First In First Out) al concetto di timeslice, ovvero il concetto che prevede un tempo limite in Run per un processo al fine di non intasare di richieste la CPU